# Ralph Corbie
Ralph Corbie (ou Ralph Corby / Corbington), né près de Dublin le 25 mars 1598 et mort (exécuté) à Tyburn (Londres) le 7 septembre 1644, est un prêtre jésuite anglais mort (exécuté) pour son attachement à la foi catholique et fidélité au Saint-Siège. Béatifié  par Pie XI en 1929, il est liturgiquement commémoré le 7 septembre.

## Biographie

### Jeunesse et formation
Né en Irlande dans une famille catholique anglaise originaire de Durham, sa famille fait le choix de retourner en Angleterre malgré le risque de persécutions, Ralph, le quatrième fils d’une fratrie de six, a alors 5 ans. Son enfance se passe dans le nord de l'Angleterre. 
En tant que catholique il n'a pas accès à l'éducation. Aussi, pour assurer l’éducation catholique de leurs six enfants, ses parents partent-ils en exil et s’installent-ils à Saint-Omer, dans les Pays-Bas méridionaux. C’est au  collège des Jésuites anglais, à Saint-Omer, que Ralph fait sa scolarité.  Après six années à Saint-Omer (1613-1619) il poursuit ses études au séminaire anglais de Séville, puis Valladolid (1621), en Espagne, où il est ordonné prêtre en 1625.

### Retour en Angleterre
Souhaitant devenir jésuite, cependant, il retourne dans les Pays-Bas méridionaux et entre au noviciat de Watten en 1626. Sa formation se poursuit à Liège puis Gand. En 1632 il est finalement envoyé dans son pays natal pour y être clandestinement au service pastoral des catholiques.
Le ministère sacerdotal clandestin du père Corby s’exerce surtout  à Durham et dans les environs car il s’y trouve peu de prêtres fiables. Il doit souvent passer d’un lieu à l’autre, ce qu’il fait toujours à pied. S’il se sent peu doué pour la prédication il excelle dans les instructions particulières. Pendant douze ans il sillonne le ‘Comté de Durham’ célébrant clandestinement l’Eucharistie, administrant les sacrements et encourageant les catholiques dans leur foi. 

### Arrestation, condamnation et exécution
Le 8 juillet 1644 le père Corby est arrêté à Hamsterley Hall (en), près de Newcastle, alors qu’il célébrait la messe.  Pris ‘en flagrant délit’ il admet volontiers qu’il est prêtre. Il est dès lors envoyé à Londres et interné à la prison de Newgate où il retrouve un ami, le prêtre diocésain John Duckett, arrêté le 2 juillet pour avoir administré deux baptêmes. Dans l’emprisonnement leur amitié sort confortée. Ils iront ensemble à la mort.
Comme tous deux admettent être prêtre catholiques, leur procès (4 septembre 1644, à Old Bailey) est une simple formalité: ils sont condamnés à mort. En signe public de désapprobation les ambassadeurs de Bavière, Espagne et France (nations catholiques) lui rendent visite en prison. L’exécution publique  par pendaison (en compagnie de cinq criminels) a lieu à Tyburn le 7 septembre. Le père Ralph Corby est alors âgé de 46 ans.

## Souvenir et Vénération
- Ralph Corby et John Duckett sont béatifiés par le pape Pie XI le 15 décembre 1929, et liturgiquement commémoré le 7 septembre.

## Source
- Joseph N. Tylenda: Jesuit Saints and Martyrs, Chicago, Loyola Univ. Press, 1984, 503pp.